# Creedmoor (North Carolina)
Creedmoor is een plaats (city) in de Amerikaanse staat North Carolina, en valt bestuurlijk gezien onder Granville County.

## Demografie
Bij de volkstelling in 2000 werd het aantal inwoners vastgesteld op 2232.
In 2006 is het aantal inwoners door het United States Census Bureau geschat op 3290, een stijging van 1058 (47.4%).

## Geografie
Volgens het United States Census Bureau beslaat de plaats een oppervlakte van
8,0 km², waarvan 7,4 km² land en 0,6 km² water. Creedmoor ligt op ongeveer 114 m boven zeeniveau.

## Plaatsen in de nabije omgeving
De onderstaande figuur toont nabijgelegen plaatsen in een straal van 24 km rond Creedmoor.